# Грег Гілберт
Грег Гілберт (англ. Greg Gilbert; нар. 22 січня 1962, Міссісога) — колишній канадський хокеїст, що грав на позиції крайнього нападника. Згодом — хокейний тренер.

## Ігрова кар'єра
Професійну хокейну кар'єру розпочав 1981 року.
1980 року був обраний на драфті НХЛ під 80-м загальним номером командою «Нью-Йорк Айлендерс».
Протягом професійної клубної ігрової кар'єри, що тривала 15 років, захищав кольори команд «Нью-Йорк Айлендерс», «Чикаго Блекгокс», «Нью-Йорк Рейнджерс» та «Сент-Луїс Блюз».

## Тренерська робота
2000 року розпочав тренерську роботу в НХЛ. Працював з командою «Калгарі Флеймс».
28 липня 2009 став головним тренером клубу АХЛ «Адірондак Фантомс».
10 грудня 2011 очолив клуб ОХЛ «Сеґіно Спіріт».

## Нагороди та досягнення
- Володар Кубка Стенлі в складі «Нью-Йорк Айлендерс» — 1982, 1983.
- Володар Кубка Стенлі в складі «Нью-Йорк Рейнджерс» — 1994.

## Статистика НХЛ
|                  | Сезони | І   | Г   | П   | О   | ШХ  |
| ---------------- | ------ | --- | --- | --- | --- | --- |
| Регулярний сезон | 15     | 837 | 150 | 228 | 378 | 576 |
| Плей-оф          | 13     | 133 | 17  | 33  | 50  | 162 |

## Тренерська статистика
| Команда | Сезон     | Регулярний сезон | Регулярний сезон | Регулярний сезон | Регулярний сезон | Регулярний сезон | Регулярний сезон | Регулярний сезон | Плей-оф             |
| Команда | Сезон     | І                | В                | П                | Н                | ПОТ              | О                | Місце            | Результат           |
| ------- | --------- | ---------------- | ---------------- | ---------------- | ---------------- | ---------------- | ---------------- | ---------------- | ------------------- |
| КЛГ     | 2000–2001 | 14               | 4                | 8                | 2                | 0                | (73)             | 4-е в ПЗД        | не вийшли у плей-оф |
| КЛГ     | 2001–02   | 82               | 32               | 35               | 12               | 3                | 79               | 4-е в ПЗД        | не вийшли у плей-оф |
| КЛГ     | 2002–03   | 25               | 6                | 13               | 3                | 3                | (75)             | 5-е в ПЗД        | звільнений          |
| Усього  | Усього    | 121              | 42               | 56               | 17               | 6                |                  |                  |                     |